# Cernusson
Cernusson ist eine französische Gemeinde mit 329 Einwohnern (Stand: 1. Januar 2022) im Département Maine-et-Loire in der Region Pays de la Loire. Sie gehört zum Arrondissement Cholet und ist Mitglied im Gemeindeverband Cholet Agglomération. Die Einwohner werden Cernussonais und Cernussonaises genannt.

## Geografie

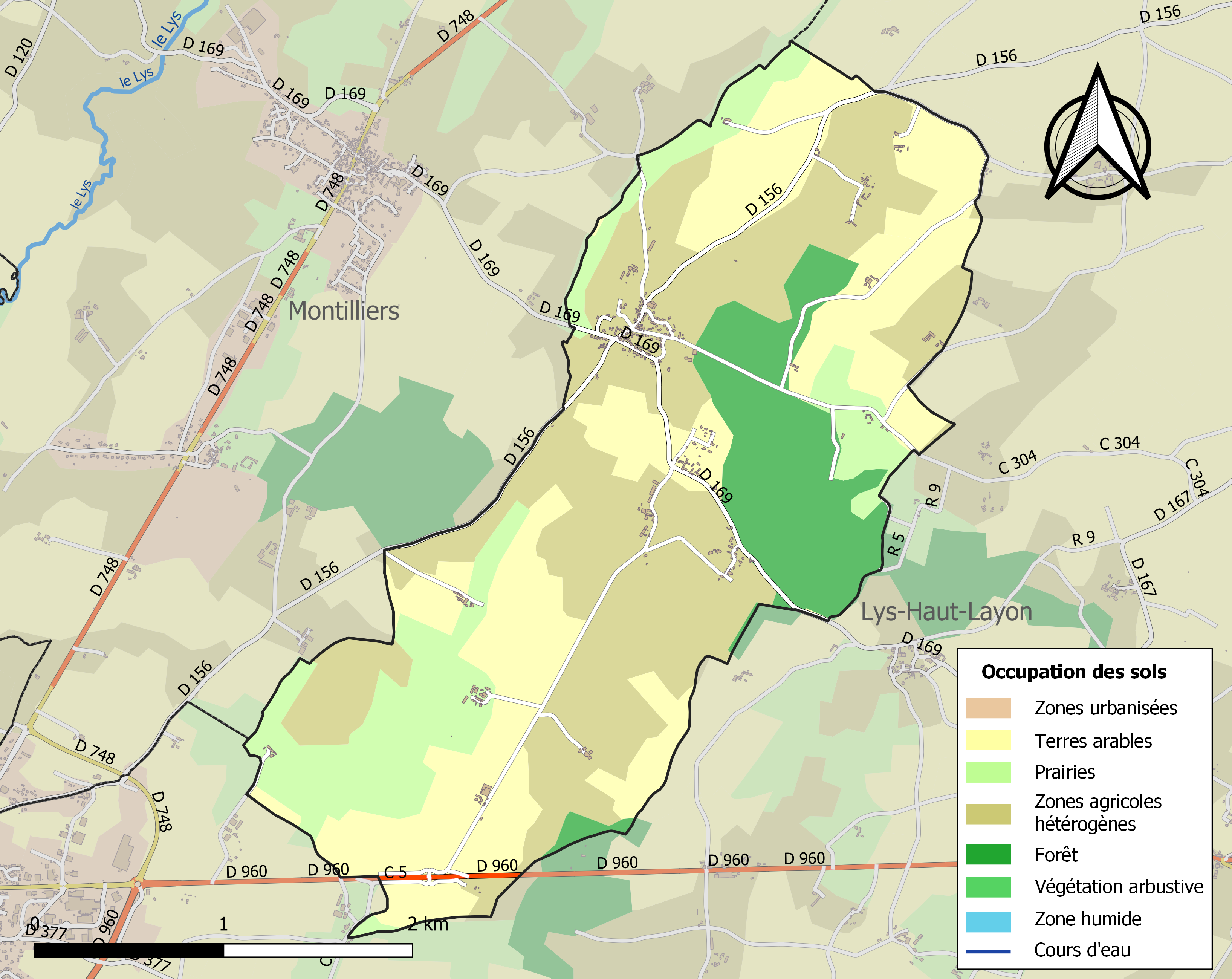
Bodennutzung und Infrastruktur der Gemeinde (2018)

Cernusson liegt etwa 32 Kilometer ostnordöstlich von Cholet und etwa 33 Kilometer südlich von Angers in der Région naturelle Mauges. Die Gemeinde befindet sich im Einzugsgebiet der Loire und wird vom Flüsschen Coursipiet, einem seiner Zuflüsse, dem Ruisseau le Coursipiet, und verschiedenen kleineren Bächen entwässert. Der Ort gehört zum Weinbaugebiet Anjou. Etwa 87 % der Fläche der Gemeinde werden landwirtschaftlich genutzt, etwa 13 % sind bewaldet.
Umgeben wird Cernusson von den Nachbargemeinden Montilliers im Norden und Westen sowie Lys-Haut-Layon im Süden und Osten und Südosten.

## Bevölkerungsentwicklung

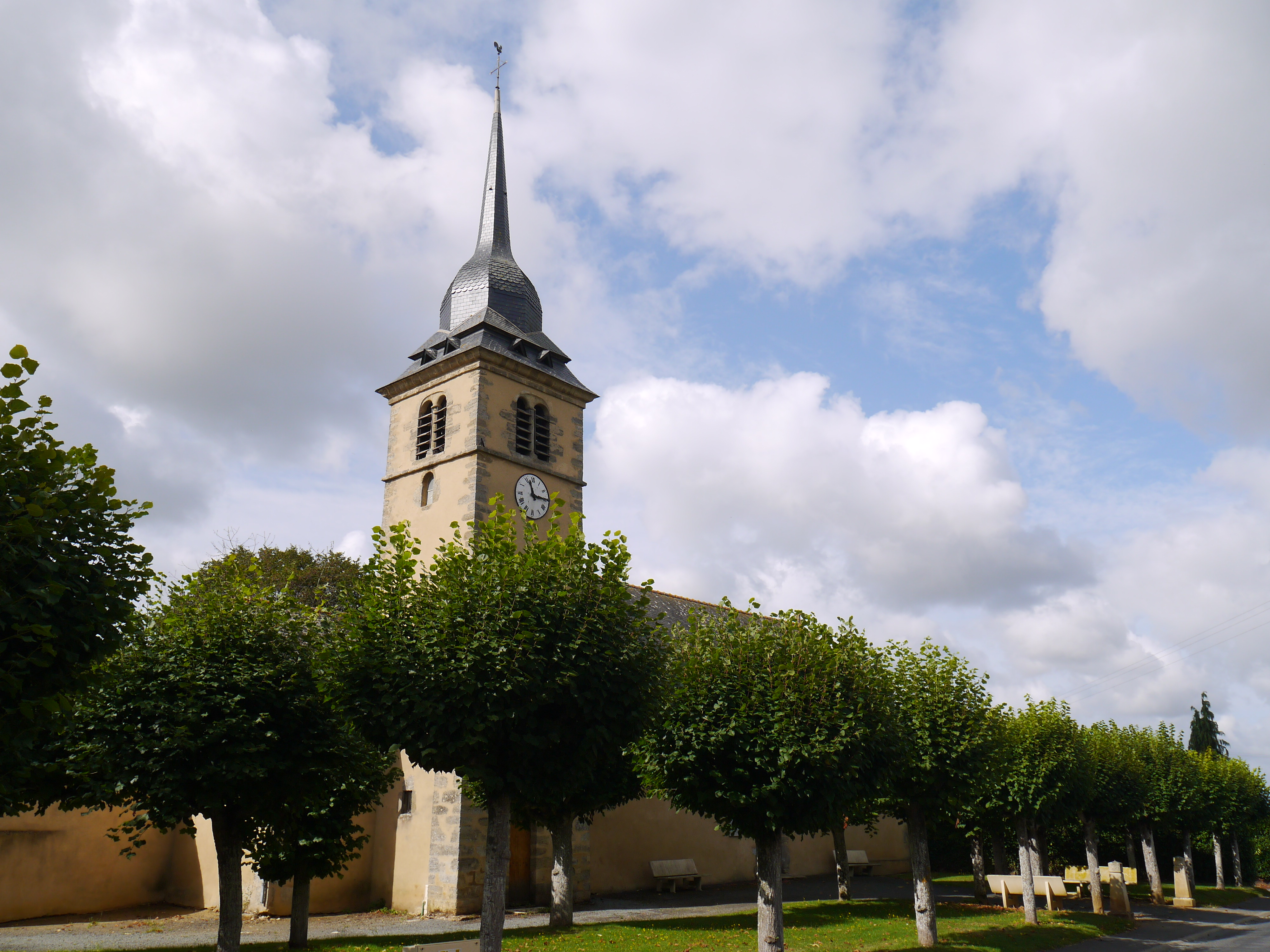
Kapelle Saint-Nicolas

| Jahr                       | 1962 | 1968 | 1975 | 1982 | 1990 | 1999 | 2006 | 2013 | 2020 |
| Einwohner                  | 261  | 254  | 236  | 246  | 270  | 279  | 263  | 337  | 334  |
| Quellen: Cassini und INSEE |      |      |      |      |      |      |      |      |      |

## Sehenswürdigkeiten
- Kapelle Saint-Nicolas aus dem 12. Jahrhundert
- Reste einer Burganlage aus dem 10. Jahrhundert
- Windmühle aus dem 16. Jahrhundert
- Bürgerhaus aus dem 17. Jahrhundert
- Wegekreuze

## Weinbau
Die Reben in der Gemeinde gehören zum Weinbaugebiet Anjou.

## Verkehr
Die Departementsstraße D 960, die ehemalige Route nationale 160, von Angers nach Cholet durchquert den äußersten Süden des Gemeindegebiets auf 800 Metern. Die nachgeordneten Departementsstraßen D 156 und D 169 und lokale Landstraßen verbinden das Zentrum mit den Weilern der Gemeinde und mit Nachbargemeinden.